# Amblyaclastus melanops
Amblyaclastus melanops là một loài tò vò trong họ Ichneumonidae.